# Guzmania hirtzii
Guzmania hirtzii är en gräsväxtart som beskrevs av Hans Edmund Luther. Guzmania hirtzii ingår i släktet Guzmania och familjen Bromeliaceae. Inga underarter finns listade i Catalogue of Life.